# Xorides formosulus
Xorides formosulus är en stekelart som först beskrevs av Kokujev 1912.  Xorides formosulus ingår i släktet Xorides och familjen brokparasitsteklar. Inga underarter finns listade i Catalogue of Life.